# يان بوجيه مارت
يان بوجيه مارت (بالإنجليزية: Jan Bugge-Mahrt)‏ (مواليد 1954) دبلوماسي نرويجي. في عام 2004 عُين سفيراً للنرويج لدى المملكة العربية السعودية. وفي عام 2005 شغل أيضًا منصب سفير النرويج في كل من عمان واليمن.